# Kōriyama
Koriyama (em japonês: 郡山市, transl. Kōriyama-shi) é uma cidade japonesa localizada na província de Fukushima.
Em 2003 a cidade tinha uma população estimada em 337 400 habitantes e uma densidade populacional de 445,67 h/km². Tem uma área total de 757,06 km².
Recebeu o estatuto de cidade a 1 de Setembro de 1924.

## Cidades-irmãs
- Nara, Japão
- Kurume, Japão
- Tottori, Japão
- Brummen, Países Baixos